# Jacques Gaffarel
Jacques Gaffarel (1601-1 de diciembre de 1681) fue un sacerdote y doctor en teología considerado como el principal representante de la cábala cristiana del siglo XVII. Fue consejero de Luis XIII, después recibió el encargo del Cardenal Richelieu de reconciliar calvinistas y católicos.

## Obras de Gaffarel
- Abdita divinae Cabalae mysteria contra Sophistarum logomachiam defensa, Paris, H. Blagaeart, 1625.
- Curiositez inouyes, sur la Sculpture talismanique des Persans, horoscope des Patriarches, et lecture des Estoilles, Paris, Hervé du Mesnil, 1629.
- Retractatio, in Censura Sacrae Facultatis Theologiae Parisiensis lata in Petri Picherelli Opuscula Theologica, Lugduni Batavorum 1629 excusa, Paris, Jean Guillemot, 1629.
- Nihil, ferè nihil, minus nihilo : seu de ente, non ente, et medio inter ens et non ens, positiones XXVI, Venise, Pinelli, 1634
- Quaestio pacifica, num orta in religione dissidia componi et conciliari possint per humanas rationes et philosophorum principia44, Paris, apud C. Du Mesnil, 1645
- Le monde sousterrein ou Description historique et philosophique, Paris, C. Du Mesnil, 1654.

## Estudios sobre Gaffarel
- Saverio Campanini, Eine späte Apologie der Kabbala. Die Abdita divinae Cabalae Mysteria des Jacques Gaffarel, dans T. Frank – U. Kocher – U. Tarnow (Hrsgg.), Topik und Tradition. Prozesse der Neuordnung von Wissensüberlieferungen des 13. bis 17. Jahrhunderts, Göttingen 2007, pp. 325-351.
- François Secret, Les cabalistes chrétiens de la Renaissance. Nouvelle éd. mise à jour et augmentée, Arché, (1985), 450 pp., avec XV planches h.t.